# Jużno-Kurilsk
Jużno-Kurilsk (ros. Южно-Курильск) – miasto w Rosji, w obwodzie sachalińskim, na wyspie Kunaszyr. W 2010 zamieszkiwało je 6,6 tys. mieszkańców. Jest to największa miejscowość na wyspie.
20 km od miasta znajduje się lotnisko Miendielejewo, zbudowane jeszcze przez Japończyków. Ponadto w okresie letnim istnieje połączenie promowe z Sachalinem.
Główną gałęzią gospodarki jest przetwórstwo rybne, ponadto mieszkańcy wiążą duże nadzieje z rozwojem turystyki, zwłaszcza z Japonii.
Znajduje się tu dyrekcja Rezerwatu Kurylskiego.

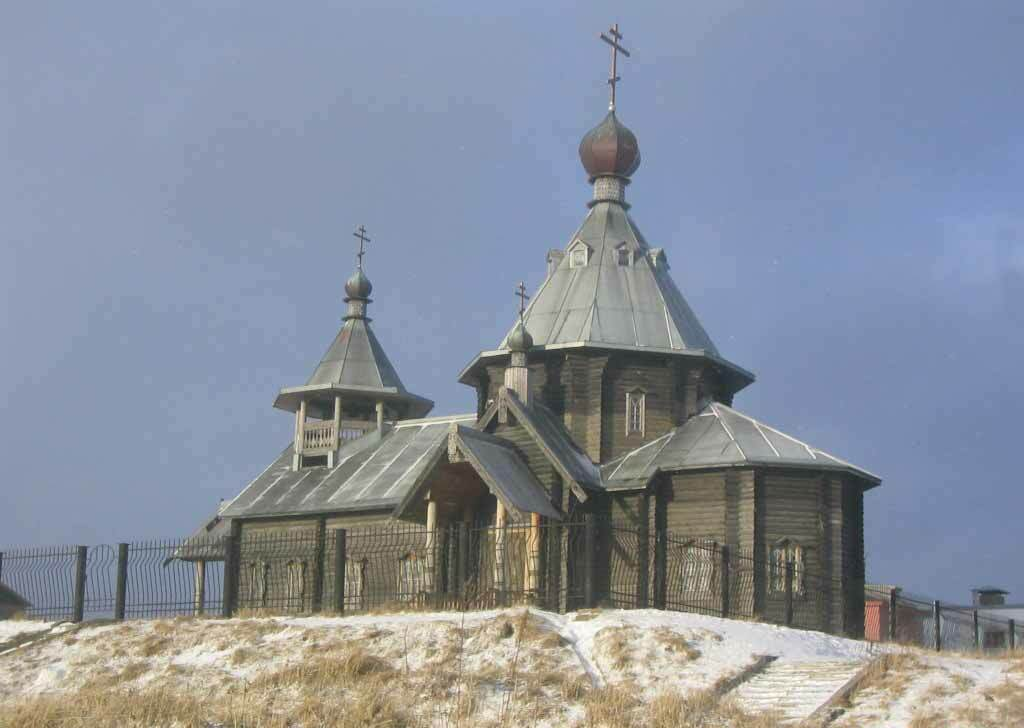
Cerkiew prawosławna pw. Wszystkich Świętych Ruskich